# Андреа Шебова
Андреа Шебова (словац. Andrea Šebová; нар. 4 вересня 1980) — колишня словацька тенісистка.
Найвищу одиночну позицію світового рейтингу — 329 місце досягла 30 листопада 1998, парну — 239 місце — 27 вересня 1999 року.
Здобула 3 одиночні та 5 парних титулів.

## Фінали ITF

### Одиночний розряд (3–1)
| Легенда         |
| --------------- |
| турніри $25,000 |
| турніри $10,000 |

| Результат | Ранг | Дата              | Турнір              | Покриття | Суперниця          | Рахунок       |
| --------- | ---- | ----------------- | ------------------- | -------- | ------------------ | ------------- |
| Перемога  | 1.   | 11 січня 1998     | Сан-Антоніо, США    | Тверде   | Машона Вашінгтон   | 7–5, 6–1      |
| Перемога  | 2.   | 16 листопада 1998 | Сан-Паулу, Бразилія | Ґрунт    | Даніела Олівера    | 6–4, 6–3      |
| Перемога  | 3.   | 23 серпня 1999    | Скіатос, Греція     | Ґрунт    | Ніколе Мельх       | 6–0, 6–4      |
| Поразка   | 4.   | 13 лютого 2000    | Майорка, Іспанія    | Ґрунт    | Дафне ван де Занде | 6–4, 3–6, 0–6 |

### Парний розряд (5–7)
| Результат | Ранг | Дата              | Турнір                                  | Покриття  | Партнерка            | Суперниці                                    | Рахунок            |
| --------- | ---- | ----------------- | --------------------------------------- | --------- | -------------------- | -------------------------------------------- | ------------------ |
| Поразка   | 1.   | 5 травня 1997     | Нітра, Словаччина                       | Ґрунт     | Габріела Волекова    | Ольга Виметалкова Яна Мацурова               | 0–6, 6–0, 6–7(4–7) |
| Поразка   | 2.   | 11 січня 1998     | Сан-Антоніо, США                        | Тверде    | Сілвія Урічкова      | Кім Грант Машона Вашінгтон                   | 6–4, 6–7, 2–6      |
| Перемога  | 3.   | 8 березня 1998    | Бюхен, Німеччина                        | Килим (i) | Яна Ондроухова       | Олена Дементьєва Анна Бєлень-Жарська         | 7–6, 6–1           |
| Перемога  | 4.   | 15 листопада 1998 | Сузану, Бразилія                        | Ґрунт     | Сілвія Урічкова      | Лаура Делль'Анджело Антонелла Серра-Дзанетті | 3–6, 6–2, 6–4      |
| Перемога  | 5.   | 22 листопада 1998 | Сан-Паулу, Бразилія                     | Ґрунт     | Сілвія Урічкова      | Тіффані Дабек Юлія Мирна                     | 6–0, 6–2           |
| Поразка   | 6.   | 20 червня 1998    | Стамбул, Туреччина                      | Тверде    | Магдалена Зденовкова | Джулія Казоні Кірстін Фрає                   | 3–6, 3–6           |
| Поразка   | 7.   | 19 липня 1999     | Брюссельський столичний регіон, Бельгія | Ґрунт     | Сілвія Урічкова      | Ольга Виметалкова Габріела Хмелінова         | 3–6, 0–6           |
| Поразка   | 8.   | 26 вересня 1999   | Горб-ам-Неккар, Німеччина               | Ґрунт     | Ева Фіслова          | Рева Гадсон Мара Сантанджело                 | 2–6, 2–6           |
| Поразка   | 9.   | 22 серпня 1999    | Марибор, Словенія                       | Ґрунт     | Сілвія Урічкова      | Ольга Виметалкова Гана Шромова               | 4–6, 3–6           |
| Перемога  | 10.  | 23 серпня 1999    | Скіатос, Греція                         | Ґрунт     | Франческа Гвардільї  | Ніколе Мельх Нікола Пейн                     | 6–4, 6–4           |
| Перемога  | 11.  | 19 вересня 1999   | Оточець, Словенія                       | Ґрунт     | Людмила Черванова    | Зіна Шрайбер Мелані Шнелль                   | 6–3, 6–4           |
| Поразка   | 12.  | 7 лютого 2000     | Майорка, Іспанія                        | Ґрунт     | Алена Пауленкова     | Габріела Хмелінова Яна Мацурова              | 2–6, 1–6           |